# 波米利亞諾女子足球會
波米利亞諾女子足球會（Pomigliano Calcio Femminile）通常簡稱波米利亞諾女足或波米利亞諾，是一家意大利女子足球球會，位於波米利亞諾-達爾科。球隊成立於2019年6月，在2021年首度升上意大利甲組足球聯賽，目前在意大利乙組足球聯賽中角逐。

## 外部連結
- 官方网站